# Pinner-Reaktion
Die Pinner-Reaktion ist eine Namensreaktion der organische Chemie. Die Hauptanwendung der Pinner-Reaktion ist die Herstellung von Carbonsäuren, Estern, Thioestern und Amiden. Sie ist nach dem deutschen Chemiker Adolf Pinner (1842–1909) benannt.

## Übersicht
Der Ausgangsstoff für alle Endprodukte der Pinner-Reaktion ist ein sogenanntes Pinner-Salz. Dieses wird aus einem Nitril und einem Alkohol unter Einwirkung von Salzsäure hergestellt und liefert das Pinner-Salz, das Hydrochlorid eines Imidats.

Herstellung eines Pinner-Salzes; R^{1} und R^{2} bezeichnen Alkylreste

Das Pinner-Salz kann als Ausgangsstoff zur Synthese von vielen organischen Verbindungen – Carbonsäureester, Orthoester oder protonierte Amidine – genutzt werden. 

Möglichkeiten für die Weiterverarbeitung eines Pinner-Salzes: Carbonsäureester, Orthoester, protonierte Amidine (von oben nach unten); R^{1} und R^{2} bezeichnen Alkylreste

## Mechanismus

### Herstellung eines Pinner-Salzes
Bei dieser Reaktion wird zunächst allgemein ein Pinner-Salz (4) hergestellt. Dieses Salz kann dann weiter verarbeitet werden durch Umsetzung mit weiteren Reagenzien. 

Mechanismus der Herstellung eines Pinnersalzes; R^{1} und R^{2} bezeichnen Alkylreste

Zunächst wird ein Nitril 1 mit trockener Salzsäure (HCl-Gas) aktiviert, so dass die protonierte Form 2 vorliegt. Ein Alkohol kann nun das Kohlenstoffatom der Nitrilgruppe nucleophil angreifen. Die Elektronen der C-N-Dreifachbindung des Nitrils lagern sich um und es bildet sich die Iminogruppe 3 aus. Im Anschluss findet ein intramolekularer Protonentransfer statt und es bildet sich das Kation des sogenannten Pinner-Salz 4 (mit Chlorid als Anion).

### Herstellung von Estern und Amidinen aus Pinner-Salzen

Mechanismus der Hydrolyse eines Pinnersalzes zu einem Carbonsäureester; R^{1} und R^{2} bezeichnen Alkylreste

Versetzt man das Pinner-Salz mit Wasser, so kann man daraus einen Carbonsäureester gewinnen. Lagert man keinen Alkohol an das Nitril, wie oben beschrieben, sondern ein Thiol oder ein Amin, so kann man auch Thioester bzw. Amidine herstellen. 
Versetzt man das Pinner-Salz (4) mit Wasser, bildet sich ein Oxonium-Ion 5. Dann findet ein intramolekularer Protonentransfer zwischen der Oxoniumgruppe und der Aminogruppe statt. Dadurch entsteht ein Ammonium mit Hydroxygruppe 6. Durch Umlagerung eines Elektronenpaares deprotoniert nun der Sauerstoff des soeben angelagerten Wassers und bildet eine Carbonylgruppe. Außerdem spaltet sich Ammoniak aus dem Molekül ab. Dieses nimmt das Wasserstoff-Ion auf, welches bei der Deprotonierung frei wurde. Somit verlässt in der Summe ein Ammonium-Ion das Molekül. Dadurch bildet sich
ein Carbonsäureester 7.

### Herstellung eines 1-Amino-1-iminium-Salzes (Amidinium-Salz)
Arbeitet man ein Pinner-Salz mit einem Amin auf, so entsteht ein Iminiumsalz mit einer Aminogruppe (die neutrale Form wäre ein Amidin).

Mechanismus der Aufarbeitung eines Pinner-Salzes mit einem Amin; R^{1}, R^{2}, R^{3} und R^{4} bezeichnen Alkylreste

Gibt man ein primäres oder sekundäres Amin zu einem Pinner-Salz (4), so lagert sich das Stickstoffteilchen des Amins am Kohlenstoff des Pinner-Salzes an. Dadurch bildet sich das Molekül 8 aus. Das soeben angelagerte Amin deprotoniert, wodurch als Zwischenstufe 9 entsteht. Durch Umlagerung eines Elektronenpaars bildet sich wieder eine Doppelbindung zwischen dem Stickstoff- und dem Kohlenstoff-Atom aus. Des Weiteren lagert sich das Elektronenpaar zwischen dem Kohlenstoff- und dem Sauerstoffatom um. Dadurch verlässt ein Alkoholat-Anion das Molekül. Dieses ist sehr basisch, weshalb es mit dem zuvor abgespaltenen Proton zu einem Alkohol reagiert. Durch diese Schritte bildet sich das Amidinium-Salz 10, wobei ein Chloridion das Gegenion ist.